# Astrid Fiske
Astrid Fiske AB er en svensk fiske- og fiskerivirksomhed, der er ejet af familien Johansson. Virksomheden har hovedkvarter i Rörö nord for Göteborg og et dansk hovedkvarter i Skagen. Virksomhedens fiskeriaktiviteter er målrettet fiskeri af pelagiske fisk som sild og makrel. Fiskeriet foregår fra fiskeskibene Astrid, Astrid-Marie og Marie. Karstensens Skibsværft har opført skibene Astrid i 2022 og Astrid-Marie i 2021.
Igennem deres danske datterselskab Astrid Fiskeri A/S ejede de i 2017 danske fiskekvoter på 121.503 tons industri-fisk, hvilket var 13 % af Danmarks samlede industri-fiskekvote.
I 2020 opkøbte de 49 % af Skagen Salmon, der opdrætter laks i indendørs faciliteter i Skagen.